# Purwosari (Kwadungan)
Purwosari is een bestuurslaag in het regentschap Ngawi van de provincie Oost-Java, Indonesië. Purwosari telt 2800 inwoners (volkstelling 2010).